# Martin Hvastija
Martin Hvastija (né le 30 novembre 1969 à Ljubljana) est un ancien coureur cycliste slovène.

## Biographie
En fin d'année 2005, peu après avoir mis fin à sa carrière de coureur, Martin Hvastija devient sélectionneur de l'équipe nationale de Slovénie. En 2014, il abandonne la fonction de sélectionneur de l'équipe nationale masculine, attribuée à Gorazd Štangelj, pour se concentrer sur celles de directeur des équipes nationales et de sélectionneur de l'équipe masculine espoirs (moins de 23 ans),.

## Palmarès
- 1997
  - 1re, 3e et 7e étapes du Circuito Montañés
  - Grand Prix Kranj
- 1998
  - 3e étape du Grand Prix Kranj
  - 2e du Grand Prix Kranj
- 1999
  - 3e du Tour du Danemark
- 2000
  - GP Istria 4
- 2001
  - 4e étape du Tour d'Andalousie
  - Circuit des bords flamands de l'Escaut
  - 3e du Grand Prix E3
- 2002
  - 5e de Gand-Wevelgem
- 2004
  - 5e étape de la Course de la Paix
- 2005
  - Grand Prix Kranj

## Résultats sur les grands tours

### Tour de France
2 participations
- 2002 : 128e
- 2004 : non-partant à la 9e étape

### Tour d'Italie
5 participations
- 1997 : 59e
- 1998 : 88e
- 1999 : 75e
- 2001 : 105e
- 2003 : abandon (18e étape)

### Tour d'Espagne
6 participations
- 1996 : 99e
- 1997 : 110e
- 1998 : abandon
- 2000 : 114e
- 2001 : abandon (10e étape)
- 2004 : abandon (9e étape)

## Classements mondiaux
| Année           | 2005 |
| --------------- | ---- |
| UCI Europe Tour | 370e |